# Bukovec (okres Mukačevo)
Bukovec (ukrajinsky Буковець, maďarsky Beregbárdos) je obec ve ždenijevské územní komunitě. Leží v okrese Mukačevo Zakarpatské oblasti Ukrajiny. V roce 2001 zde žilo 597 obyvatel.

## Historie
Vesnici založili v 16. století poddaní rolníci, kteří uprchli z Haliče. První písemná zmínka o vesnici pochází z roku 1645. Do uzavření Trianonské smlouvy byla obec součástí Uherska, poté součástí první československé republiky. Od roku 1945 byla obec součástí Ukrajinské sovětské socialistické republiky, která byla součástí SSSR. Od roku 1991 je obec součástí nezávislé Ukrajiny.